# 13028 Klaustschira
13028 Klaustschira è un asteroide della fascia principale. Scoperto nel 1989, presenta un'orbita caratterizzata da un semiasse maggiore pari a 2,4856861 UA e da un'eccentricità di 0,2137666, inclinata di 13,07920° rispetto all'eclittica.
L'asteroide è dedicato all'imprenditore tedesco Klaus Tschira.